# La Montagne (Loire-Atlantique)
La Montagne ist eine französische Gemeinde mit 6523 Einwohnern (Stand 1. Januar 2022) im Département Loire-Atlantique in der Region Pays de la Loire. Sie gehört zum Arrondissement Nantes, zum Kanton Saint-Brevin-les-Pins und zum Gemeindeverband Nantes Métropole.

## Geographie
La Montagne liegt in der Nähe der Loire rund zwölf Kilometer westlich der Innenstadt von Nantes.
Benachbarte Gemeinden sind Indre, Bouguenais, Brains und Saint-Jean-de-Boiseau.

## Bevölkerungsentwicklung
| Jahr                       | 1962 | 1968 | 1975 | 1982 | 1990 | 1999 | 2009 | 2017 |
| Einwohner                  | 4418 | 5025 | 5165 | 5419 | 5555 | 5847 | 5997 | 6231 |
| Quellen: Cassini und INSEE |      |      |      |      |      |      |      |      |

## Städtepartnerschaft
- Stadtoldendorf in Niedersachsen, Deutschland; seit 1989

## Sehenswürdigkeiten

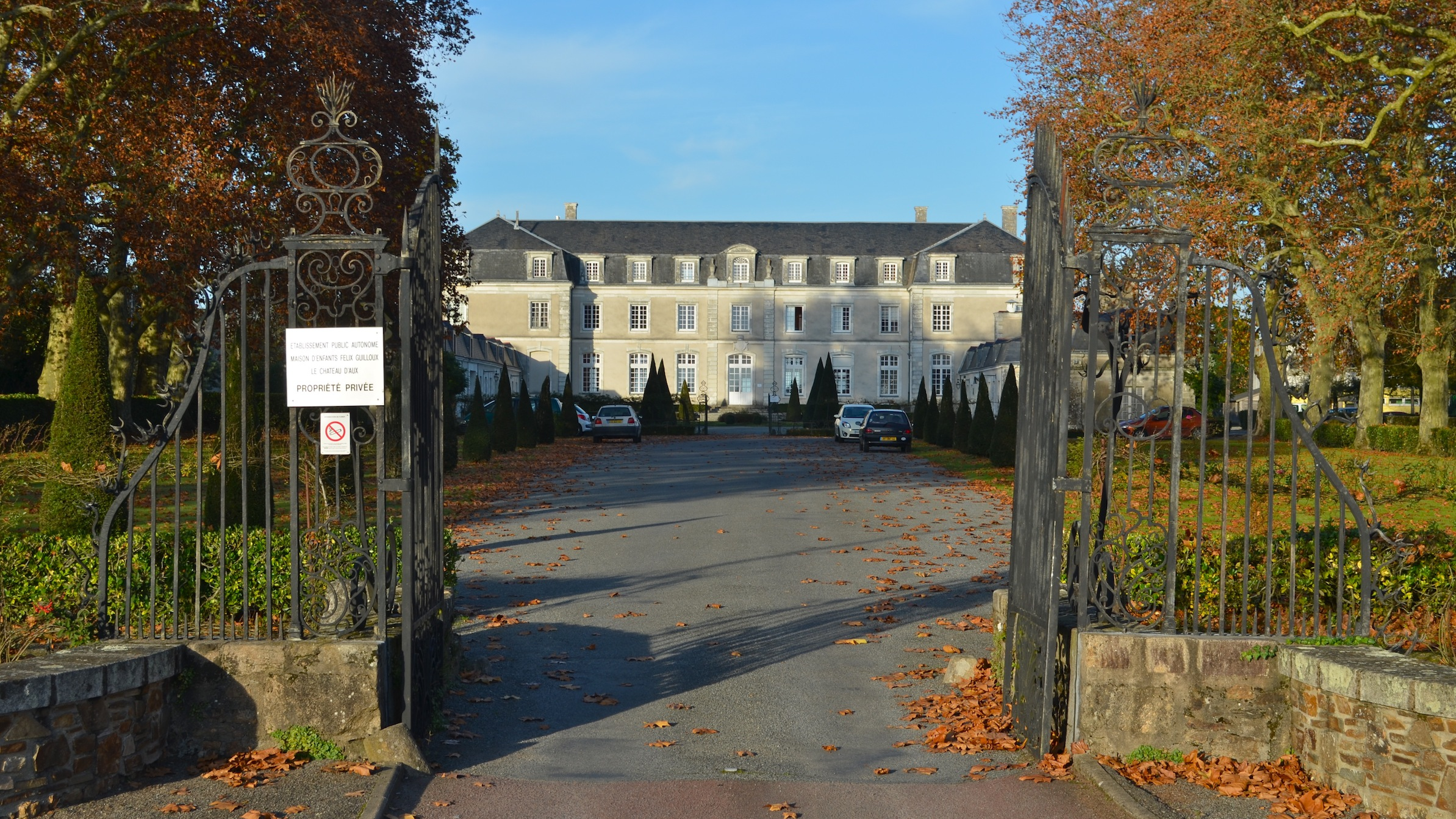
Schloss Aux

- Kirche Mariä Himmelfahrt aus dem 19. Jahrhundert in neugotischem Baustil
- Schloss Aux

## Persönlichkeiten
Ein bekannter Einwohner war der Künstler Maurice Loirand (1922–2008).